# 拉维莱特港池

第一港池

拉维莱特港池（法語：Bassin de la Villette，發音：[basɛ̃ də la vilɛt]）是法国巴黎最大的人工湖，位于巴黎十九区，于1808年12月2日蓄水，连接烏爾克河運河和圣马丁运河，是巴黎运河网的组成部分之一。